# Синельниково (Новосибирская область)
Синельниково (устар. Синельниковский) — посёлок в Чулымском районе Новосибирской области. Входит в Ужанихинский сельсовет. Площадь посёлка — 48 га.

## История
По «Списку населенных мест Сибирского края» (Т. 1. Новосибирск, 1928. С. 506) посёлок Синельниково (Синельниковский) Ужанихинской волости Барнаульского уезда Томской губернии основан в 1907 году. На 1908 год относился к Ужанихинскому району Новосибирского округа Сибирского края.
Жители посёлка посещали церковь в селе Ужаниха (Ужанихинское) во имя Святой Живоначальной Троицы, которая была построена в 1903 году и относилась к благочинию 41 округа Томской епархии.

## Население
| 1926 | 2002 | 2007 | 2010 |
| ---- | ---- | ---- | ---- |
| 470  | ↘78  | ↘57  | ↘39  |

## Инфраструктура
В посёлке по данным на 2007 год отсутствует социальная инфраструктура.